# Grünberg (Hesse)
Pour les articles homonymes, voir Grunberg.
Grünberg est une municipalité allemande située dans l'arrondissement de Giessen et dans le land de la Hesse.

## Histoire
| Appartenances historiques Landgraviat de Thuringe 1186–1264 Landgraviat de Hesse 1264–1458 Landgraviat de Haute-Hesse 1458–1500 Landgraviat de Hesse 1500–1567 Landgraviat de Hesse-Marbourg 1567–1604 Landgraviat de Hesse-Darmstadt 1604–1806 Grand-duché de Hesse 1806–1918 République de Weimar 1918–1933 Reich allemand 1933–1945 Allemagne occupée 1945–1949 Allemagne 1949–présent |

## Quartiers
La ville est divisée en quatorze quartiers :
- Le centre-ville
- Beltershain
- Göbelnrod
- Klein-Eichen
- Lardenbach
- Lehnheim
- Lumda
- Queckborn
- Reinhardshain
- Stangenrod
- Stockhausen
- Weickartshain
- Weitershain

## Jumelages
- Condom (France) – depuis 1973
- Mrągowo (Pologne) – depuis 1993

## Galerie

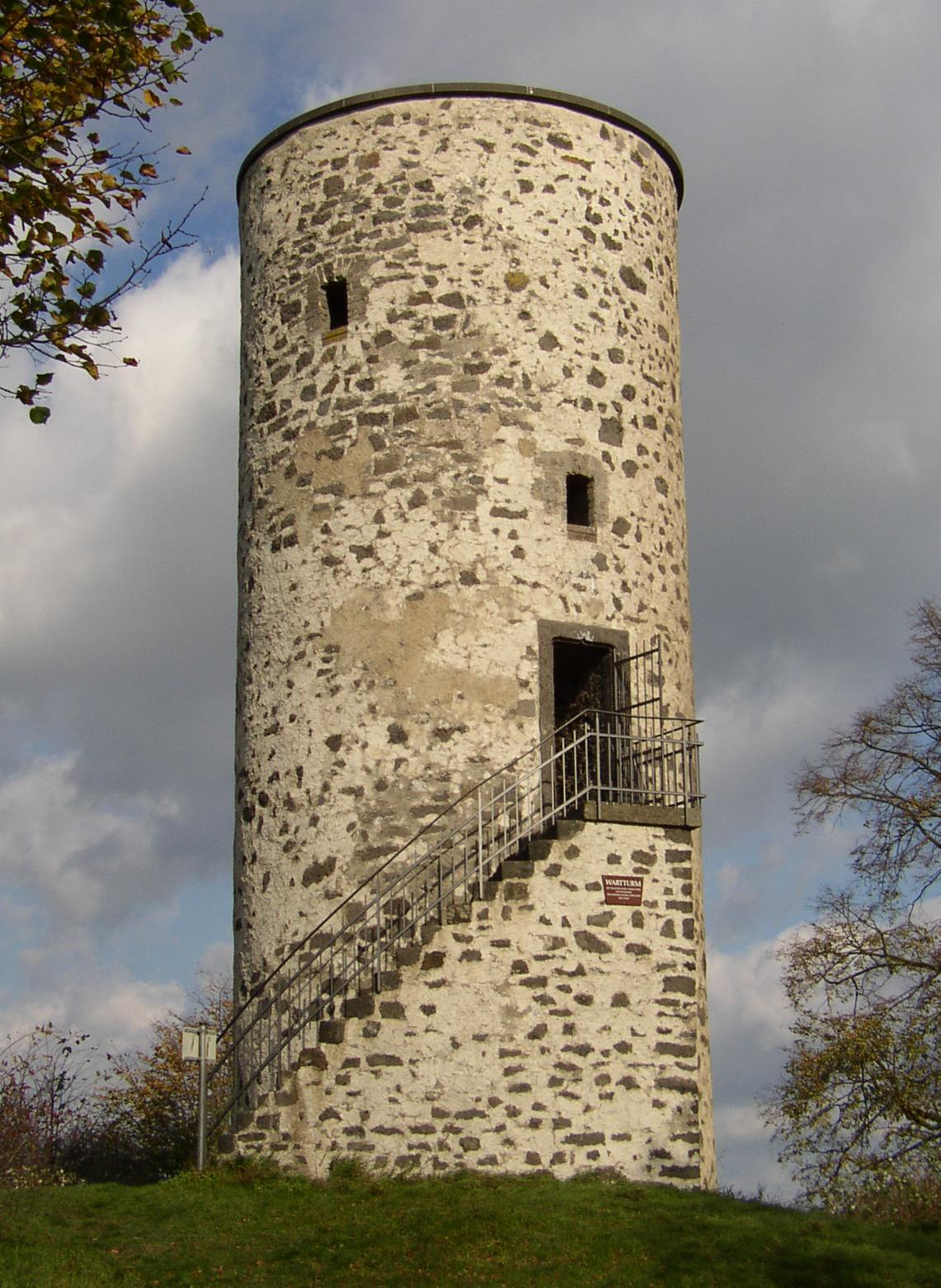
Tour à Grünberg en Hesse, en Allemagne.
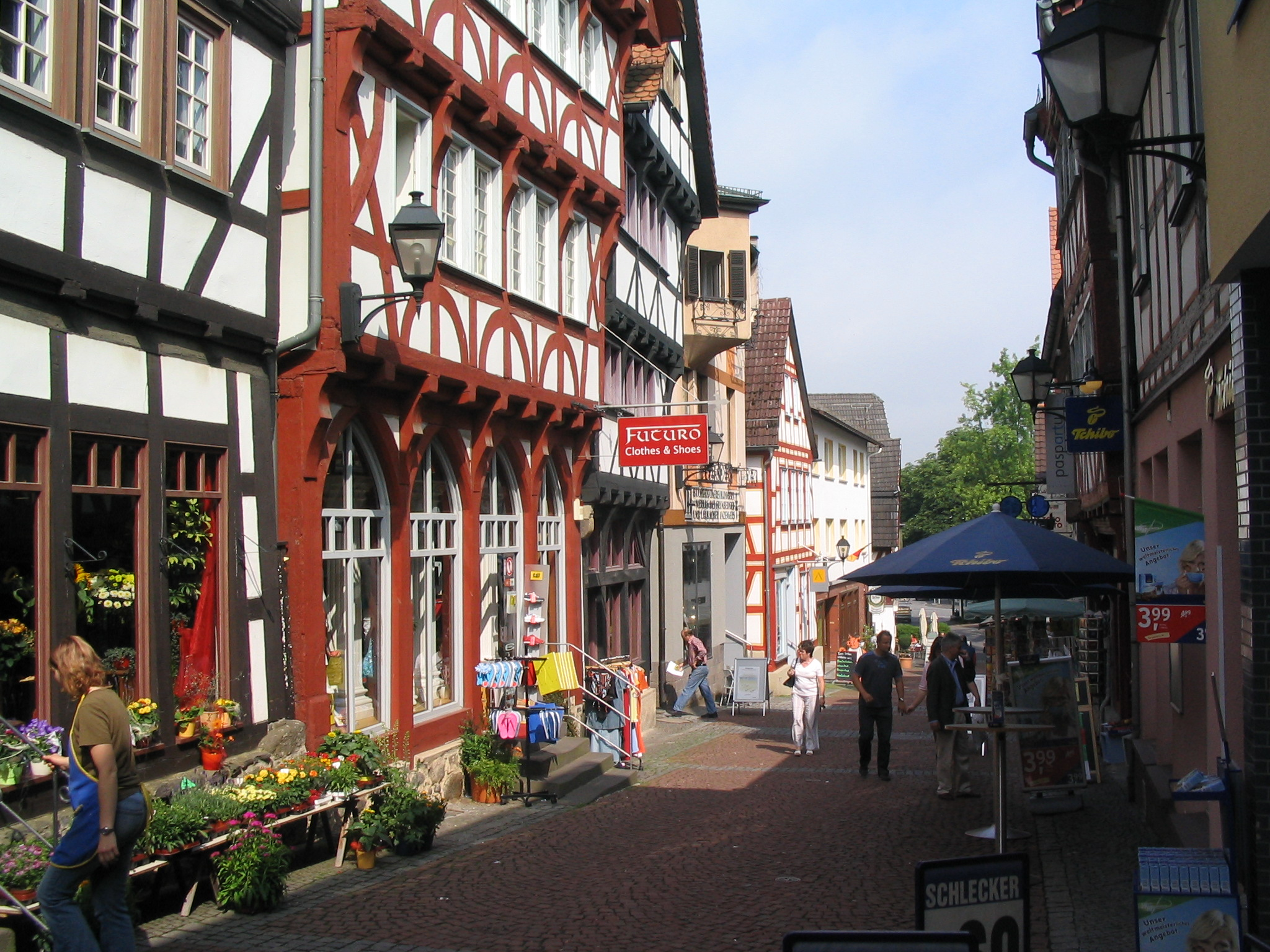
Rue à Grünberg, Allemagne.
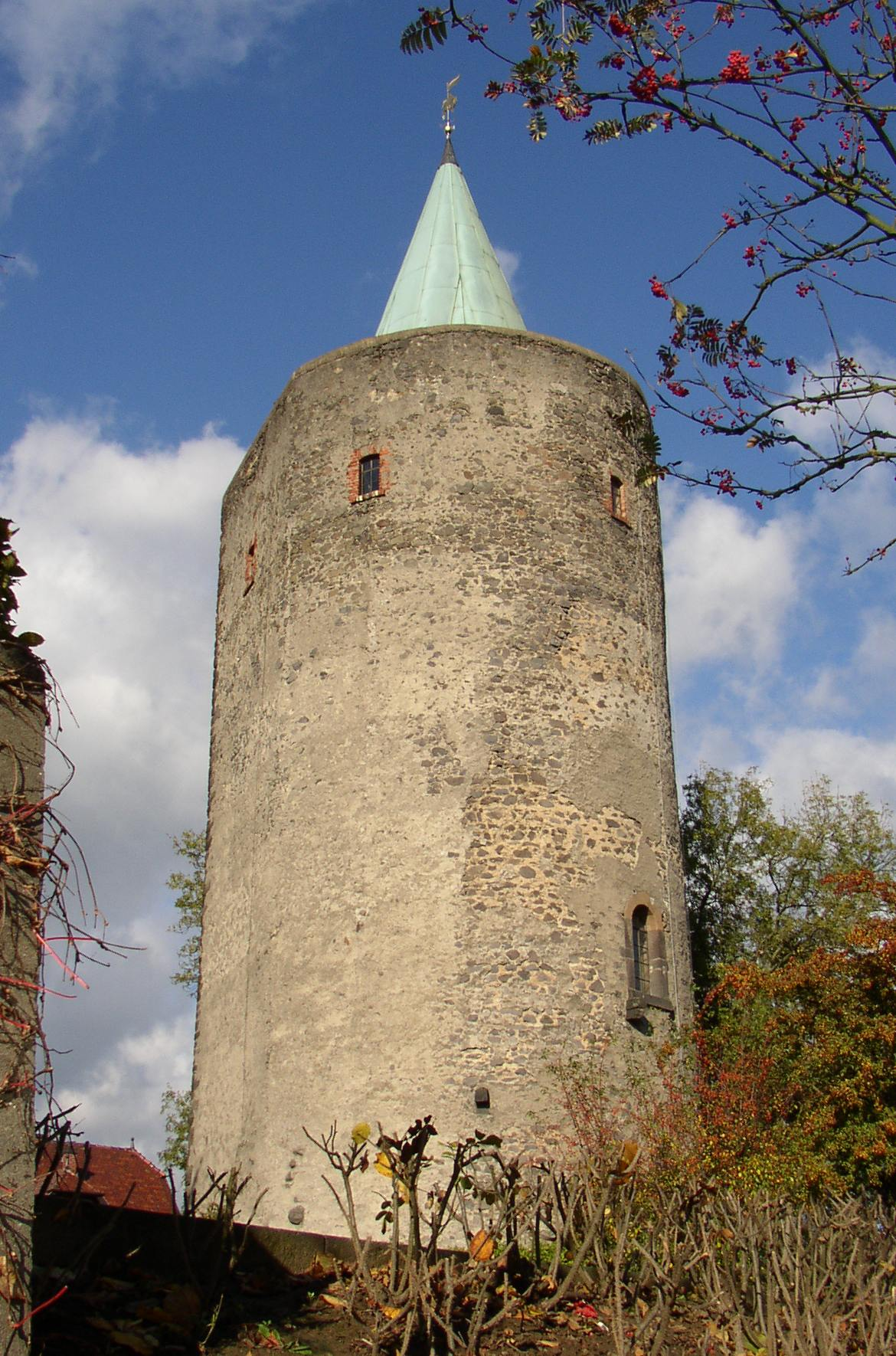
Tour à Grünberg en Hesse, en Allemagne.
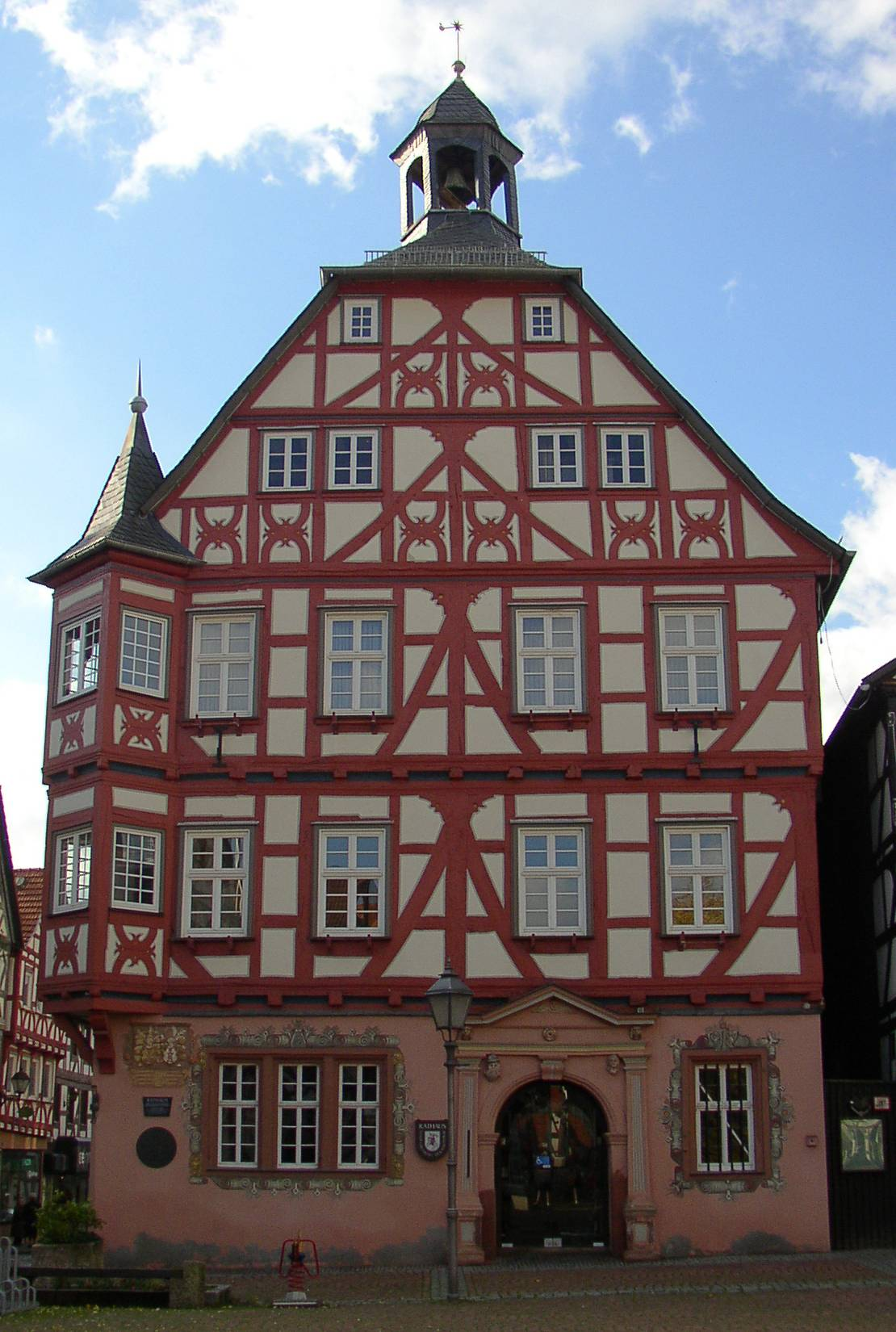
L'hôtel de ville à Grünberg en Hesse, en Allemagne.
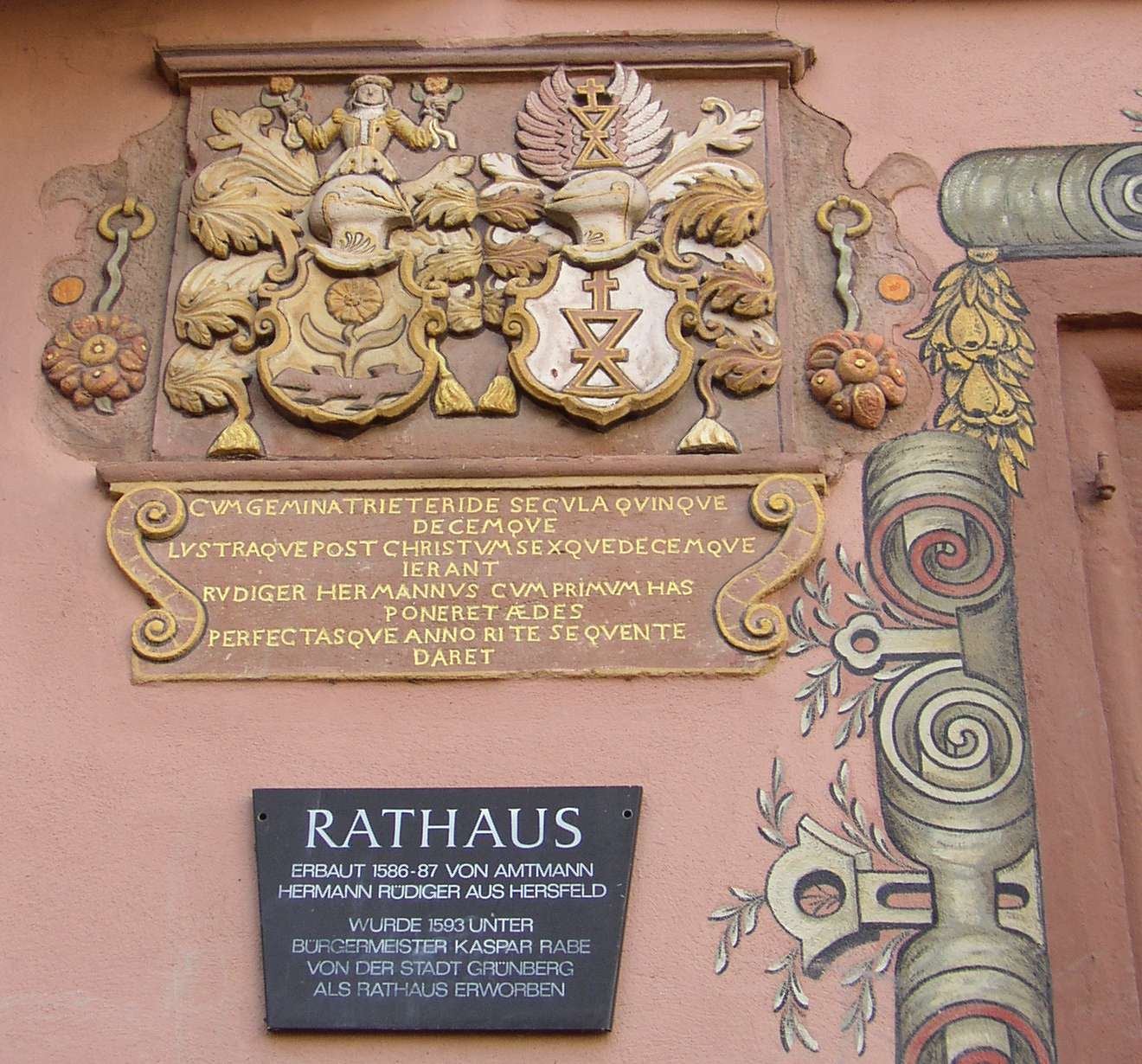
Détail de l'hôtel de ville à Grünberg en Hesse, en Allemagne.
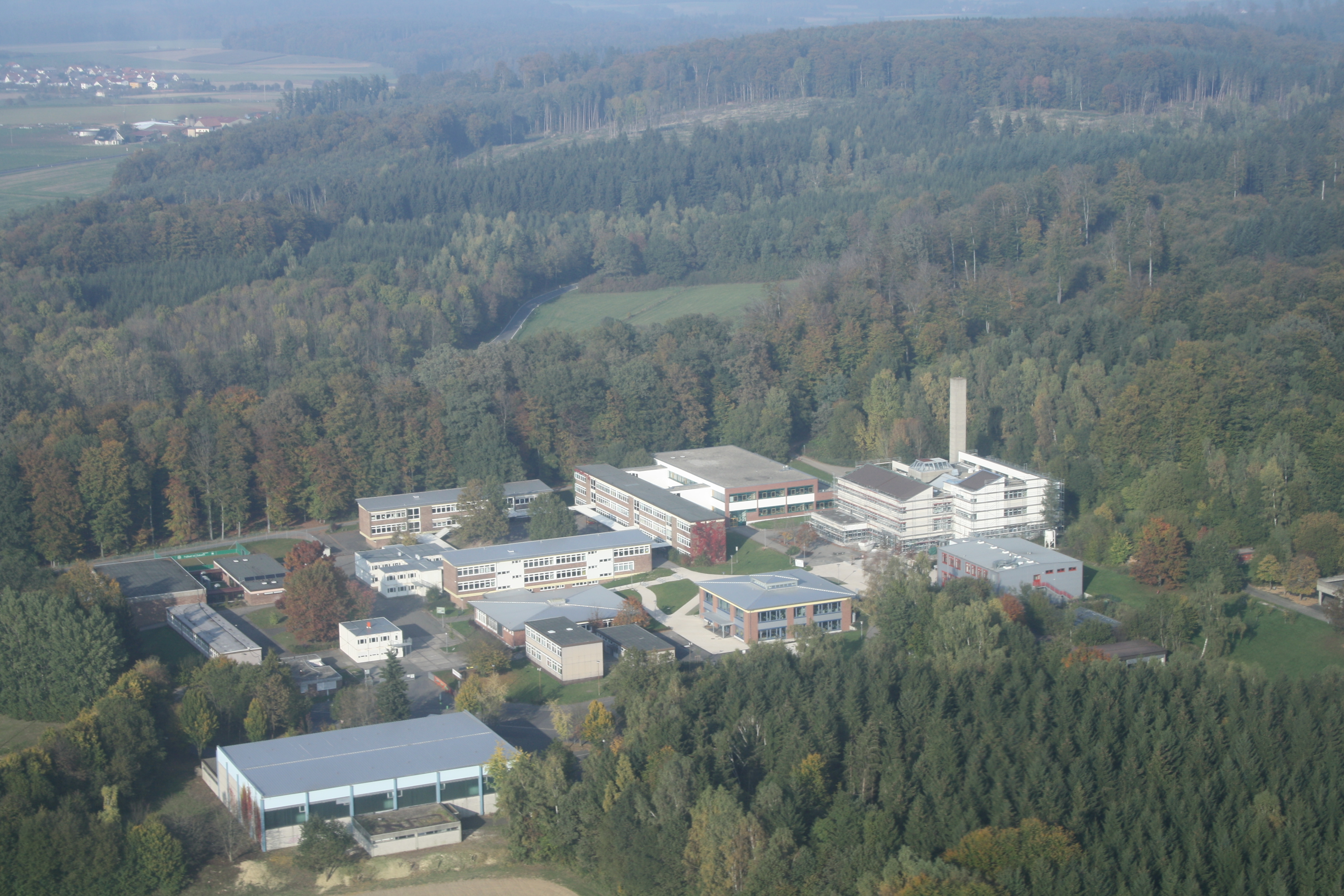
Photo aérienne de l'école Théo-Koch à Grünberg, octobre 2010.
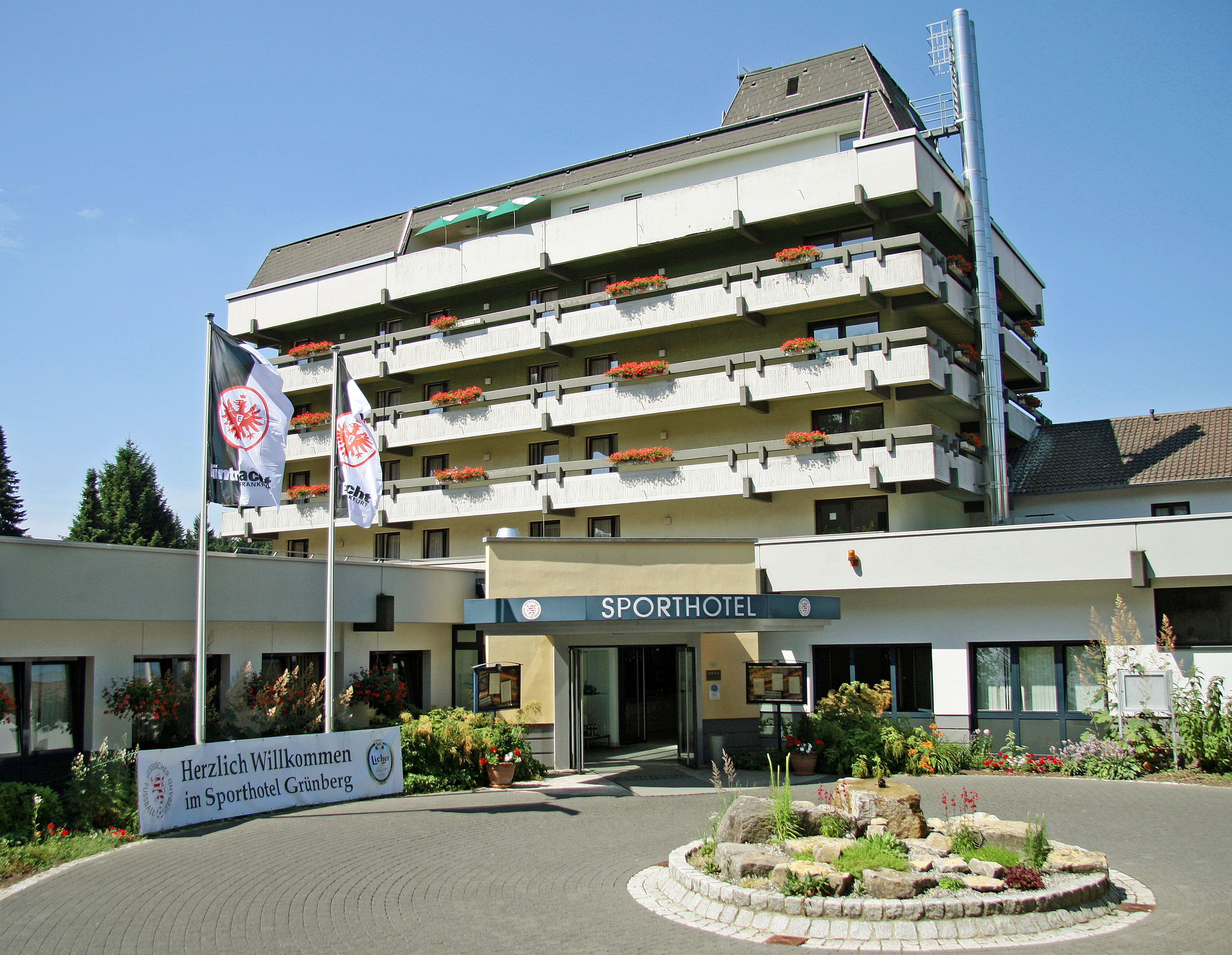
Sporthotel/Sportschule Grünberg, juillet 2010.